# Where's the Revolution
«Where's the Revolution» és el cinquanta-tresè senzill del grup anglès de música electrònica Depeche Mode, el debut de l'àlbum Spirit. Fou composta per Martin Gore i publicat el 3 de febrer de 2017.
La cançó es va estrenar via YouTube tot i que inicialment només d'àudio, i una setmana després ja es va publicar el videoclip en blanc i negre dirigit novament per Anton Corbijn.
Estigué disponible via descàrrega digital, en CD senzill de 5 cançons, en doble vinil amb nou remescles, i un vinil de 7" promocional exclusiu amb una versió en directe de la cançó «Should Be Higher» com a cara-B.

## Llista de cançons
Descàrrega digital
1. "Where's the Revolution" – 4:59

Senzill CD / descàrrega digital
1. "Where's the Revolution" – 4:59
2. "Where's the Revolution (Ewan Pearson Remix)" – 8:36
3. "Where's the Revolution (Algiers Remix)" – 4:55
4. "Where's the Revolution (Terence Fixmer Remix)" – 6:23
5. "Where's the Revolution (Autolux Remix)" – 4:17

Senzill doble LP vinil
1. "Where's the Revolution (Autolux Remix)" – 4:17
2. "Where's the Revolution (Pearson Sound Remix)"
3. "Where's the Revolution (Algiers Remix)" – 4:55
4. "Where's the Revolution (Simian Mobile Disco Remix)"
5. "Where's the Revolution (Pearson Sound Beatless Remix)"
6. "Where's the Revolution (Simian Mobile Disco Dub)"
7. "Where's the Revolution (Terence Fixmer Spatial Mix)"
8. "Where's the Revolution (Patrice Bäumel Remix)"
9. "Where's the Revolution (Ewan Pearson Kompromat Dub)"